# Mechtild Rothe
Mechtild Rothe (* 10. August 1947 in Paderborn) ist eine deutsche Politikerin der SPD. Sie war von 1984 bis 2009 Mitglied des Europäischen Parlaments.

## Leben
Mechtild Rothe wuchs in Bad Lippspringe auf. Nach dem Realschulabschluss arbeitete sie zunächst im Architekturbüro ihres Vaters und später als Chemielaborantin. 1974 begann Rothe ein Studium. Zunächst studierte sie Deutsch und Chemie für das Lehramt und anschließend Sozialwissenschaften. Von 1978 bis 1984 war Rothe als Realschullehrerin tätig.
Mechtild Rothe ist seit 1970 Mitglied der SPD und war dort auf verschiedenen Ebenen der Partei aktiv. Zeitweise war sie auch Mitglied im Stadtrat von Bad Lippspringe. Ab 1984 war sie Mitglied des Europäischen Parlaments. Bis 1994 war der Schwerpunkt ihrer dortigen Arbeit die Landwirtschaftspolitik, seitdem widmete sich Rothe besonders der Energiepolitik, besonders den erneuerbaren Energien und der Energieeffizienz. Zu diesen Themen war sie auch mehrfach Berichterstatterin des Europäischen Parlaments. Seit Beginn ihrer Parlamentstätigkeit blieb ein außenpolitischer Schwerpunkt die Zypernpolitik. Zwischen 1999 und 2004 hatte Rothe den Ausschussvorsitz des Gemischt-Parlamentarischen Ausschusses EU-Zypern inne. Mit der sechsten Legislaturperiode und dem Beitritt Zyperns zur EU gab es keinen Gemischten Parlamentarischen Ausschuss EU - Zypern mehr. Trotzdem blieb einer ihrer politischen Schwerpunktbereiche Zypern, die Lösung des Zypernkonfliktes und damit zusammenhängend auch die EU - Türkeipolitik.
Für die Europawahl am 13. Juni 2004 wurde Rothe erneut als Kandidatin aufgestellt, auf der aussichtsreichen Position 2 der SPD-Liste und erneut in das Parlament gewählt. Am 16. Januar 2007 wurde sie anlässlich der anstehenden Neuwahl des Parlamentspräsidiums zur Vizepräsidentin des Europäischen Parlamentes gewählt. Mit der Wahl gab sie ihre Funktion als stellvertretende Vorsitzende der SPD-Gruppe ab.